# Championnats de Hongrie d'escrime 1920
Navigation
Édition précédente Édition suivante
Les championnats de Hongrie d'escrime 1920 ont lieu du 26 au 30 mai 1920 à Budapest. Ce sont les seizièmes championnats d'escrime en Hongrie. Ils sont organisés par la MVSz.
Les championnats comportent seulement deux épreuves, le fleuret masculin et le sabre masculin.
Après cinq années d'interruption due à la Première Guerre mondiale, le championnat reprend son cours. Plusieurs champions hongrois sont morts pendant le conflit comme Béla Békessy et Jenő Szántay qui était sur le podium du dernier championnat de sabre d'avant guerre.
Ervin Mészáros fait sa dernière apparition sur un podium des championnats, lui qui était champion de Hongrie lors des tout premiers championnats en 1900.

## Classements
| Épreuves          | Or                  | Argent                   | Bronze             |
| ----------------- | ------------------- | ------------------------ | ------------------ |
| Fleuret           |                     |                          |                    |
| Hommes individuel | Péter Tóth MAC      | Zoltán Schenker MOVE BSE | Ferenc Filótás MAC |
| Sabre             |                     |                          |                    |
| Hommes individuel | Bertalan Dunay BBTE | József Rády MAC          | Ervin Mészáros MAC |